# Vlagstaartpapegaaien
Prioniturus (vlagstaartpapegaaien) is een geslacht van vogels uit de familie Psittaculidae (papegaaien van de Oude Wereld). Ze komen voor in de Filipijnen en Indonesië. Ze zijn makkelijk te onderscheiden van alle andere soorten papegaaien door hun lange verlengde staartpennen met aan het einde een soort vlag.

## Soorten en voorkomen
De volgende soorten zijn bij het geslacht ingedeeld:
- Prioniturus discurus – Blauwkapvlagstaartpapegaai
- Prioniturus flavicans – Cassins Vlagstaartpapegaai
- Prioniturus luconensis – Groene vlagstaartpapegaai
- Prioniturus mada – Buruvlagstaartpapegaai
- Prioniturus mindorensis – Mindorovlagstaartpapegaai
- Prioniturus montanus – Bergvlagstaartpapegaai
- Prioniturus platenae – Palawanvlagstaartpapegaai
- Prioniturus platurus Goudrugvlagstaartpapegaai
- Prioniturus verticalis – Suluvlagstaartpapegaai
- Prioniturus waterstradti – Mindanaovlagstaartpapegaai